# Bottleneck (K2)

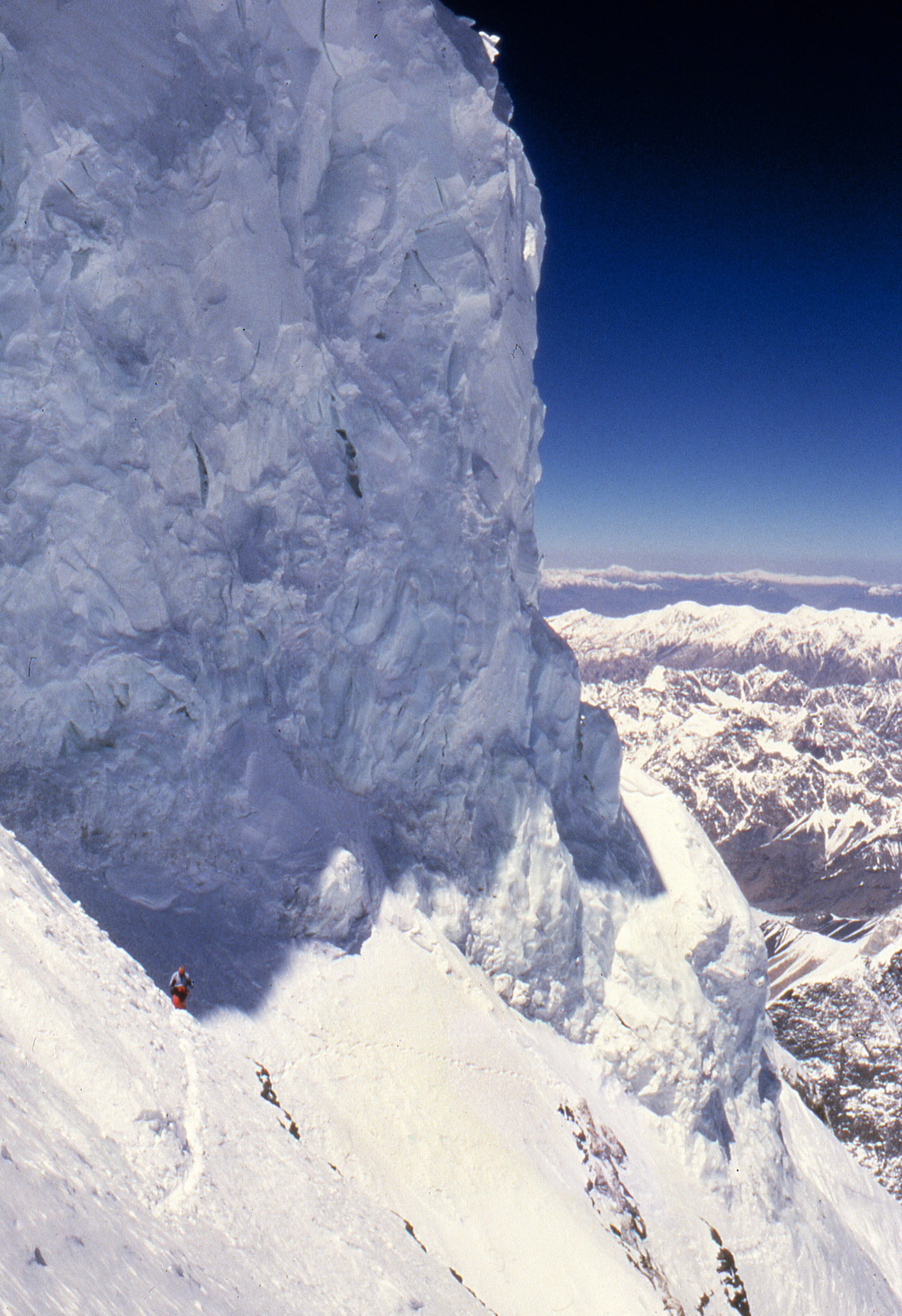
Seracs por encima del cuello de botella.

El Cuello de Botella (Bottleneck) se ubica a lo largo del espolón suroriental, también conocido como el Espolón de los Abruzzos, que es la ruta más utilizada hacia la cumbre del K2, la segunda montaña más alta del mundo, en la Cordillera del Karakórum, en la frontera de Pakistán y China.
Este espacio geográfico es un canal estrecho, que está dominado por seracs desde el campo de hielo al este de la cumbre. Este couloir (corredor) se encuentra a solo 400 m por debajo de la cumbre, en el cual los escaladores tienen que atravesar unos 100 m, expuestos a los seracs. Debido a la altitud (8200m) y la inclinación de pendiente (50° - 60°), este tramo es la más peligrosa de la ruta. Según AdventureStats, 13 de las últimas 14 muertes en K2 se han producido en el cuello de botella o cerca de él.
A pesar de todos los peligros, el Cuello de Botella sigue siendo técnicamente la ruta más fácil y rápida hacia la cumbre. La mayoría de los escaladores eligen usarlo para minimizar el tiempo requerido para ascender a más de 8000 m (la "zona de muerte"). La ruta estándar, el Espolón de los Abruzzos (SE), así como la ruta Cesen (SSE Ridge, que une SE Ridge), y la variedad americana en el NE Ridge (atraviesa la Cara Este hasta SE Ridge), todos alcanzan la cumbre a través del cuello de botella.
Los escaladores que se acercan al Cuello de Botella comienzan desde un hombro, un terreno casi llano justo debajo de los 8000 metros, donde normalmente se encuentra el campamento más alto. El extremo inferior del pasillo cae hacia la cara sur de la montaña y gradualmente se eleva a 60° justo debajo del campo de hielo. No es posible trepar por el campo de hielo, que se eleva hacia arriba decenas de metros, pero uno tiene que atravesar 100 metros hacia la izquierda en el fondo del campo de hielo hasta que sea posible pasar el campo de hielo.
Es posible evitar el Cuello de Botella escalando los acantilados de roca que ascienden a la izquierda del mismo Cuello de Botella. Sin embargo, debido a la dificultad técnica de este enfoque, sólo se hizo una vez por Fritz Wiessner y el sherpa Pasang Dawa Lama en 1939, quienes se quedaron tan sólo a 700 metros de la cumbre sin conseguir alcanzarla.
El 4 de agosto de 2009, Dave Watson se convirtió en la primera persona en esquiar por debajo del Cuello de Botella.